# Rita Briansky
Rita Briansky, née le 25 juillet 1925 ou le 26 août 1925 à Grajewo (Pologne) et morte le 24 avril 2025 à Montréal (Québec), est une peintre et graveuse canadienne d'origine polonaise,,. Elle est associée aux Peintres juifs de Montréal.

## Biographie
Rita Prezament Briansky naît le 26 août 1925 à Grajewo (Pologne). Elle émigre en Ontario au Canada avec sa mère et ses deux sœurs en 1929,. La même année, la famille déménage à Ansonville, dans le district de Cochrane (nord de l'Ontario),, puis à Val-d'Or, au Québec en 1939 et ensuite à Montréal en 1941. Elle étudie avec Alexander Bercovitch à la YM-YWHA (en) (1941-1942) ; au Musée des beaux-arts de Montréal avec Jacques de Tonnancour (1942-44) ; à l'École des beaux-arts de Montréal avec M. Carpentier (1944-1946) ; et à l'Art Students League of New York avec Jan Carbino, Louis Bosa, H. Sternberg et V. Vytlacil (1946-1948) à New York,.
Briansky travaille sur différents médias : peintures, dessins, aquarelles, pastels et estampes. Elle présente des expositions personnelles au Musée des beaux-arts de Montréal (1957, 1962), au Glenhyrst Arts Council, Brantford, Ontario (1965, maintenant la Glenhyrst Art Gallery of Brant) ainsi que de nombreuses galeries commerciales. Elle participe à des expositions collectives dont la deuxième exposition Biennale internationale d'estampes, Tokyo et Osaka, Japon (1960-1961) et aux Nations unies, New York (1965).
En 1995, après des voyages en Pologne vers son lieu de naissance et ses lieux de mémoire, Briansky crée la série Kaddish (la prière juive pour les morts), reflétant la tragédie de l'Holocauste. Sa série est exposée en permanence à l'Hôpital général juif de Montréal.
Elle est membre de la Canadian Painter-Etchers and Engravers Society et de l'ancienne Canadian Society of Graphic Art (en).
Pendant plus de 45 ans, elle travaille comme enseignante, tant en histoire de l'art qu'en atelier d'art. Elle a également illustré une anthologie de nouvelles pour enfants pour la Gage Publishing Company appelée Rubaboo 4.
Un long métrage The Wonder and Amazement - Rita Briansky on Her Life in Art est réalisé par Janet Best et Dov Okouneff sur sa vie et son art en 2018.

## Conservation
Son travail fait notamment partie des collections du Musée des beaux-arts du Canada du Musée national des beaux-arts du Québec de l'Art Gallery of Hamilton (en), de la Burnaby Art Gallery (en) de la galerie d'art de l'Université du Cap-Breton, du Musée des beaux arts de Winnipeg, de la Galerie d'art de Vancouver.

## Expositions
- 1957 et 1962 : Musée des beaux-arts de Montréal
- 1960 : Upstairs Gallery, Toronto
- 1963 et 1965 : Elca London Studio, Montréal
- 1964 : Artlenders, Montréal
- 1964 et 1966 : Gallery Pascal, Toronto
- 1965 : Glenhyrst Arts Council de Brantford en Ontario (aujourd’hui le Glenhyrst Art Gallery of Brant)
- 1965 : Nations unies, New York
- 1966 : West End Art Gallery, Montréal